# Die Wildente (1976)
Die Wildente ist ein deutsch-österreichischer Spielfilm aus dem Jahr 1976 nach dem gleichnamigen Schauspiel von Henrik Ibsen. Unter der Regie von Hans W. Geißendörfer spielte Bruno Ganz die Hauptrolle.

## Handlung
Gregers, Sohn des Konsuls Werle, kehrt nach langer Abwesenheit ins Elternhaus zurück. Auf einer Gesellschaft, die sein Vater gibt, erfährt er, dass sein Vater die Familie Ekdal großzügig unterstützt. Gregers, der seinen Jugendfreund Hjalmar Ekdal mitgebracht hat, weiß auch warum: sein Vater hatte den alten Ekdal in eine Affäre hineingezogen und ihn damit ruiniert; außerdem hatte er ein Verhältnis mit dessen Frau. Daher schließt Gregers auch nicht aus, dass die kleine, entzückende Hedvig Ekdal nicht die Tochter von Hjalmar, sondern in Wahrheit die seines Vaters und damit seine Halbschwester ist.
Vom Verhalten seines Vaters angewidert zieht Gregers zu den Ekdals, um ihnen die Augen zu öffnen. Er will Hjalmar über seinen Verdacht aufklären und mit dem Vater brechen. Die Ekdals aber wollen nichts wissen von seinen Einlassungen; sie verharren weiter in ihrer ungewöhnlichen Lebenseinstellung. Hjalmar erweist sich bei näherer Betrachtung immer mehr als ebenso lebensschwach wie -untüchtig; die Familie wird nahezu ausschließlich durch seine fleißige Ehefrau, Gina Ekdal, ernährt. Hjalmar versteigt sich in seine Tagträumereien, seine Tierhaltung, darunter auch eine zahme Wildente, und „Erfindungen“, die immer skurrilere und bizarrere Formen annehmen.
Als eines Tages Konsul Werle vorbeischaut, um seinen Sohn dazu zu überreden, heimzukommen, sagt sich Gregers endgültig von ihm los. Er will jetzt Hjalmar Ekdal endlich die ganze Wahrheit sagen, wird aber durch nachvollziehbare Argumente von Gina und dem Arzt Dr. Relling davon abgehalten. Mehr und mehr erscheint Hjalmars Lebenslüge für ihn überlebenswichtig. Schließlich kommt es zum Drama mit tödlichem Ausgang.

## Produktion
Die Dreharbeiten fanden zu Beginn des Jahres 1976 statt. Die Wildente wurde am 10. September 1976 in Frankfurt am Main uraufgeführt und für Jugendliche ab 12 Jahren freigegeben. Wohl wegen der Mitwirkung von Jean Seberg lief der Film im darauf folgenden Jahr unter dem Titel The Wild Duck auch in den USA an.
Heinz und Anne Bennent sind Vater und Tochter.
Für den DDR-Schauspieler Martin Flörchinger war es der erste Film seit seiner Übersiedlung in die Bundesrepublik 1976. Für den in Europa lebenden und arbeitenden US-amerikanischen Filmstar Jean Seberg war der Part der Gina Ekdal die letzte vollendete Filmrolle.
Die Kostüme steuerte Lambert Hofer bei. Martin Schäfer assistierte Kameramann Robby Müller.

## Kritik
Im Lexikon des Internationalen Films heißt es: „Handwerklich versierte Ibsen-Verfilmung von H. W. Geissendörfer, atmosphärisch dicht und schauspielerisch sehenswert, jedoch streckenweise auffällig glatt und steril.“
Hellmuth Karasek vom Spiegel wertete die Verfilmung aus der Sicht des Bundestagswahljahrs 1976. In seiner Kritik vom 20. September 1976 heißt es auf Seite 215: „Wenn Ibsens Dramen der realistischen Periode Fanfaren sind (für die Frauenemanzipation, gegen die morschen Stützen der Gesellschaft, gegen die politische und private Lebenslüge), so wirkt die spätere ‚Wildente‘ bestenfalls wie eine gestopfte Trompete, ein Plädoyer für das dumpfe Weiterwursteln, gegen das neuernde Idealisieren. Geissendörfer hat also mit der ‚Wildente‘, scheinbar, die neueste Stimmung im Westen verfilmt – Nostalgie, ein Grund, nicht nur CDU, sondern ausgerechnet diesen Ibsen zu wählen? […] Doch vermeidet Geissendörfers schöner, ruhiger und präziser Schauspieler-Film solche Parallel-Kurzschlüsse dadurch, daß er – anders als das Theater – eine wirklich Zwölfjährige (die frei von jedem Kinderkitsch anrührende Anne Bennent) zur eigentlichen ‚Heldin‘, also auch zum wirklichen ‚Opfer‘ seines Films machen kann. Und dieses Mädchen ist mit ihrem verlogen-behäbigen, schäbig-idyllischen Elternhaus genauso geschlagen wie mit der eifernden Liebe des Weltverbesserers Werle, bei dem Ibsen nicht den Reformeifer kritisiert, sondern die Tatsache, daß dieser Reformeifer moralisch statt ökonomisch vorgeht. Bruno Ganz spielt daher auch nicht nur den Tölpel, der seine eigene Schwäche und Verklemmtheit mit puritanischen Forderungen an seine Opfer übertönt – er spielt auch (und dies macht seine Tragödie) den einzigen, der die kleine Ekdal liebt: inbrünstig wie eine bessere Zukunft.“